# 五月初六
五月初六，农历五月第六天。

## 大事记
- 明朝天启六年五月初六巳时(1626年5月30日上午9时)，北京西南隅的工部王恭厂火药库发生王恭廠大爆炸，死伤2万余人[1]，原因不明，朝野震惊，中外骇然，明熹宗下了一道罪己诏，表示要痛加省醒，告诫大小臣工“务要竭虑洗心办事，痛加反省”，并下旨发府库万两黄金赈灾。

## 逝世
- 635年，唐朝開國皇帝李淵。
- 630年，莱国公杜如晦。
- 1780年，穆郡王，嘉慶帝長子

## 节假日和习俗
- 清水祖师成道

## 参看
- 日历
- 五月初四 - 五月初五 - 五月初六 - 五月初七 - 五月初八
- 四月初六 - 五月初六 - 六月初六
- 正月 - 二月 - 三月 - 四月 - 五月 - 六月 - 七月 - 八月 - 九月 - 十月 - 十一月 - 腊月
- 公历5月6日